# زهرة اللبن الشتوية
زهرة اللبن الشتوية أو زهرة اللبن الثلجية أو الدميكة الشائعة نوع نباتي ينتمي إلى جنس زهرة اللبن من الفصيلة النرجسية. يزرع لأزهاره.

## من أنواعها
تنتشر في معظم مناطق أوروبا. وأدخلت أيضًا إلى أمريكا الشمالية.